# Wisselcombinatie

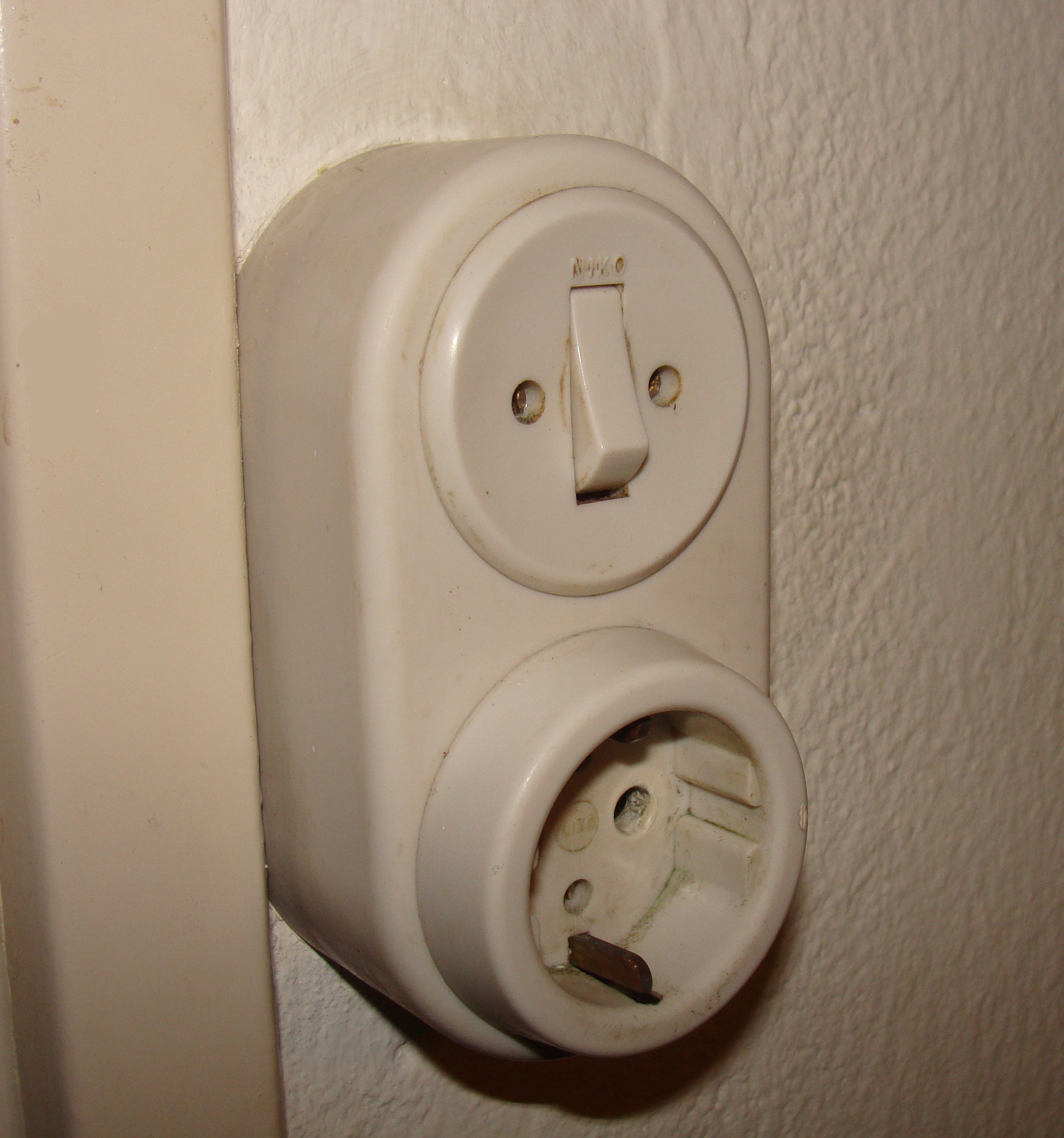
Opbouw wisselcombinatie

Een wisselcombinatie is een wisselschakelaar en een wandcontactdoos in één behuizing.
Wisselcombinaties worden gemaakt voor inbouw- en opbouwdoeleinden.
De schakelaar van de wisselcombinatie kan gebruikt worden bij een hotelschakeling, maar ook als enkelpolige schakelaar.